# Adhemar (football)
Adhemar Ferreira de Camargo Neto est un footballeur brésilien né le 27 avril 1972 à Tatuí. Il évolue au poste d'attaquant.

## Biographie
Avec le club du VfB Stuttgart, il dispute 39 matchs en première division allemande, inscrivant neuf buts. Il participe avec cette équipe à la Coupe de l'UEFA et à la Coupe Intertoto.
Il prend part à la Copa Sudamericana avec l'équipe brésilienne de São Caetano.

## Palmarès

### En club
- Vainqueur du Campeonato Paulista (D2) en 2000 avec São Caetano
- Vainqueur du Campeonato Paulista (D3) en 1998 avec São Caetano

### Distinctions personnelles
- Meilleur buteur du championnat du Brésil en 2000 avec 22 buts